# Двуреченское сельское поселение (Пермский край)
Двуреченское се́льское поселе́ние — упразднённое муниципальное образование в Пермском районе Пермского края Российской Федерации. 
Административный центр — посёлок Ферма.

## История
Образовано в 2004 году. 
Законом Пермского края 7 июля 2008 года в Двуреченское сельское поселение было включено упразднённое Мостовское сельское поселение.
Двуреченское сельское поселение упразднено в 2022 году в связи с преобразованием Пермского муниципального района со всеми входившими в его состав сельскими поселениями в Пермский муниципальный округ.

## Население
| 2010  | 2012  | 2013  | 2014  | 2015  | 2016  | 2017  | 2018  | 2019  |
| ----- | ----- | ----- | ----- | ----- | ----- | ----- | ----- | ----- |
| 7769  | ↗7998 | ↗8437 | ↗8751 | ↗8832 | ↗9052 | ↗9145 | ↗9420 | ↗9620 |
| 2020  | 2021  |       |       |       |       |       |       |       |
| ↗9666 | ↗9713 |       |       |       |       |       |       |       |

## Населённые пункты
В состав сельского поселения входили 19 населённых пунктов. 
| №  | Населённый пункт   | Тип                             | Население |
| -- | ------------------ | ------------------------------- | --------- |
| 1  | Верхняя Рассольная | деревня                         | 15        |
| 2  | Гарюшки            | деревня                         | 11        |
| 3  | Горный             | посёлок                         | ↗2888     |
| 4  | Горный             | посёлок                         | 123       |
| 5  | Грузди             | деревня                         | 11        |
| 6  | Дуброво            | деревня                         | 36        |
| 7  | Заборье            | деревня                         | 7         |
| 8  | Комарово           | деревня                         | 115       |
| 9  | Мостовая           | деревня                         | 788       |
| 10 | Назарово           | деревня                         | 1         |
| 11 | Нестюково          | деревня                         | ↘1015     |
| 12 | Рассольная         | деревня                         | 29        |
| 13 | Соловьёво          | деревня                         | 11        |
| 14 | Софроны            | деревня                         | ↗44       |
| 15 | Староверово        | деревня                         | 4         |
| 16 | Устиново           | деревня                         | 548       |
| 17 | Ферма              | посёлок, административный центр | ↘3065     |
| 18 | Фомичи             | деревня                         | 3         |
| 19 | Чебаки             | деревня                         | 3         |

Два населённых пункта имеют одинаковое название — «посёлок Горный».